# Medalha Otfrid Foerster
A Medalha Otfrid Foerster (em alemão:  Otfrid-Foerster-Medaille) foi estabelecida em 1953 pela Sociedade Alemã de Neurocirurgia em homenagem a Otfrid Foerster. A medalha tem sido concedida em intervalos irregulares desde 1954, principalmente para neurocirurgiões que apresentaram trabalhos dignos de nota, particularmente no campo da neurologia e neurofisiologia. A premiaçã também inclui o título de membro honorário da Sociedade Alemã de Neurocirurgia.
A Sociedade Alemã de Epileptologia também concede uma Medalha Otfrid Foerster em intervalos irregulares desde 2004 como um prêmio pelo trabalho da vida de pessoas dentro da sociedade que deram à epileptologia um rosto definidor.

## Recipientes da Sociedade Alemã de Neurocirurgia
- 1954 Percival Bailey
- 1958 Ludo van Bogaert
- 1960 Wilhelm Tönnis
- 1962 Hugo Krayenbühl
- 1964 Ernest Adolf Spiegel
- 1966 Wilder Penfield
- 1968 Hugo Spatz
- 1970 Traugott Riechert
- 1978 William Herbert Sweet
- 1980 Klaus-Joachim Zülch
- 1981 Hans Kuhlendahl
- 1990 Johannes Lang
- 1998 Lindsay Symon
- 2001 Wolfgang Seeger
- 2003 Jean Siegfried
- 2007 Alexander Baethmann
- 2013 Johannes Schramm
- 2015 Werner Hacke
- 2020 Wolfhard Winkelmüller

## Recipientes da Sociedade Alemã de Epileptologia
- 2004 Hermann Doose e Dieter Janz
- 2007 Erwin-Josef Speckmann
- 2009 Peter Wolf
- 2012 Heinz Penin
- 2018 Hermann Stefan
- 2019 Christian Erich Elger[2]